# 豊田紡織廠
豊田紡織廠（とよだぼうしょくしょう）は、かつて中国の上海市にあった紡績会社。

## 概要
1920年に豊田佐吉が上海で建設に着手した紡織工場であり、1921年5月完成。同年11月に豊田紡織廠（中国名、豊田紗廠）が設立された。当初の社長は豊田佐であり、没後は豊田利三郎、豊田喜一郎であった。だが、彼ら豊田の経営陣トップはほとんど日本国内にいた。そのため、豊田紡織廠における製造や経営の決定は、ほぼ西川秋次に委ねられた。後に豊田喜一郎が自動車事業をスタートさせた際、豊田紡織廠は資金面から支援するとともに、中国での事業展開に中枢的な役割を果たし、1940年の北支自動車工業の設立、1942年の華中豊田自動車工業の設立などに協力した。
1944年には豊田紡織の名称を引き継ぎ、社名を豊田紡織廠から豊田紡織に改めた。太平洋戦争の敗戦後、中国側に接収され、会社は消滅した。
現在はトヨタ紡織を中心に跡地の保存委員会が設立され、一般には非公開ながら上海豊田紡織廠記念館としてトヨタグループの歴史を伝えており、中国政府から文化財に指定されている。

## 経営陣
- 社長：豊田佐吉
- 取締役：豊田利三郎、児玉一造、西川秋次、石黒昌明
- 監査役：藤野つゆ（藤野亀之助の妻）、豊田喜一郎、村野時哉、鈴木利蔵